# Lista zborurilor spațiale cu echipaj uman 2021-prezent
Aceasta este o listă detaliată a zborurilor spațiale umane din 2021 până în prezent. 
- Verde indică un zbor suborbital (inclusiv zboruri care nu au reușit să atingă orbita prevăzută).

| #   | Echipaj                                                                                              | Lansare                                     | Misiune                                     | Aterizare                                   | Sumar misiune | Imagine |
| --- | --- | ------------------------------------------- | ------------------------------------------- | ------------------------------------------- | --- | ------- |
| 329 | Oleg Novitsky (3)                                                                                    | 9 aprilie 2021 Soyuz MS-18                  | ISS                                         | 17 octombrie 2021 Soyuz MS-18               | Rotație echipaj ISS. |         |
| 329 | Pyotr Dubrov Mark T. Vande Hei (2)                                                                   | 9 aprilie 2021 Soyuz MS-18                  | ISS                                         | 30 martie 2022 Soyuz MS-19                  | Rotație echipaj ISS. |         |
| 330 | Shane Kimbrough (3) K. Megan McArthur (2) Akihiko Hoshide (3) Thomas Pesquet (2)                     | 23 aprilie 2021 SpaceX Crew-2, Endeavour    | ISS                                         | 9 noiembrie 2021 SpaceX Crew-2, Endeavour   | Rotație echipaj ISS. |         |
| —   | Frederick W. Sturckow Dave Mackay                                                                    | 22 mai 2021 Unity 21                        | 22 mai 2021 Unity 21                        | 22 mai 2021 Unity 21                        | Primul zbor spațial uman din statul New Mexico. A atins o altitudine de 89,24 km, depășind definiția spațiului așa cum înțelege SUA, dar nu și definiția FAI (100 km). |         |
| 331 | Nie Haisheng (3) Liu Boming (2) Tang Hongbo                                                          | 17 iunie 2021 Shenzhou 12                   | TSS                                         | 17 septembrie 2021 Shenzhou 12              | Primul echipaj pe Stația spațială Tiangong. |         |
| —   | David Mackay Michael Masucci Beth Moses Richard Branson Colin Bennett Sirisha Bandla                 | 11 iulie 2021 Unity 22                      | 11 iulie 2021 Unity 22                      | 11 iulie 2021 Unity 22                      | A atins o altitudine de 86 km (53 mi), depășind definiția spațiului din SUA.                                                                                           |         |
| 332 | Jeff Bezos Mark Bezos Wally Funk Oliver Daemen                                                       | 20 iulie 2021 NS 16                         | 20 iulie 2021 NS 16                         | 20 iulie 2021 NS 16                         | A ajuns la o altitudine de 107 km, depășind definiția FAI a spațiului.                                                                                                 |         |
| 333 | Jared Isaacman Sian Proctor Hayley Arceneaux Christopher Sembroski                                   | 16 septembrie 2021 Inspiration4, Resilience | 16 septembrie 2021 Inspiration4, Resilience | 18 septembrie 2021 Inspiration4, Resilience | |         |
| 334 | Klim Shipenko Yulia Peresild                                                                         | 5 octombrie 2021 Soyuz MS-19                | ISS                                         | 17 octombrie 2021 Soyuz MS-18               | Rotație echipaj ISS. |         |
| 334 | Anton Shkaplerov (4)                                                                                 | 5 octombrie 2021 Soyuz MS-19                | ISS                                         | 30 martie 2022 Soyuz MS-19                  | Rotație echipaj ISS. |         |
| 335 | Audrey Powers Chris Boshuizen Glen de Vries William Shatner                                          | 13 octombrie 2021 NS 18                     | 13 octombrie 2021 NS 18                     | 13 octombrie 2021 NS 18                     | A ajuns la o altitudine de 107 km, depășind definiția FAI a spațiului.                                                                                                 |         |
| 336 | Zhai Zhigang (2) Wang Yaping (2) Ye Guangfu                                                          | 15 octombrie 2021 Shenzhou 13               | TSS                                         | 16 aprilie 2022 Shenzhou 13                 | Al doilea echipaj pe Stația spațială Tiangong. |         |
| 337 | Raja Chari Thomas Marshburn (3) Kayla Barron Matthias Maurer                                         | 11 noiembrie 2021 SpaceX Crew-3, Endurance  | ISS                                         | 6 mai 2022 SpaceX Crew-3, Endurance         | Rotație echipaj ISS. |         |
| 338 | Alexander Misurkin (3) Yusaku Maezawa Yozo Hirano                                                    | 8 decembrie 2021, Soyuz MS-20               | ISS                                         | 20 decembrie 2021, Soyuz MS-20              | |         |
| 339 | Laura Shepard Churchley Michael Strahan Dylan Taylor Evan Dick Lane Bess Cameron Bess                | 11 decembrie 2021 NS 19                     | 11 decembrie 2021 NS 19                     | 11 decembrie 2021 NS 19                     | A ajuns la o altitudine mai mare de 100 km, depășind definiția FAI a spațiului.                                                                                        |         |
| 340 | Oleg Artemyev (3) Denis Matveev Sergey Korsakov                                                      | 18 martie 2022, Soyuz MS-21                 | ISS                                         | 29 septembrie 2022, Soyuz MS-21             | Rotație echipaj ISS. |         |
| 341 | Marty Allen Sharon Hagle Marc Hagle Jim Kitchen George Nield Gary Lai                                | 31 martie 2022 NS 20                        | 31 martie 2022 NS 20                        | 31 martie 2022 NS 20                        | A ajuns la o altitudine mai mare de 100 km, depășind definiția FAI a spațiului.                                                                                        |         |
| 342 | / Michael López-Alegría (5) Larry Connor Mark Pathy Eytan Stibbe                                     | 8 aprilie 2022, Axiom Mission 1, Endeavour  | ISS                                         | 25 aprilie 2022, Axiom Mission 1, Endeavour | |         |
| 343 | Kjell N. Lindgren (2) Robert Hines Samantha Cristoforetti (2) Jessica Watkins                        | 27 aprilie 2022 SpaceX Crew-4, Freedom      | ISS                                         | 14 octombrie 2022 SpaceX Crew-4, Freedom    | Rotație echipaj ISS. |         |
| 344 | Hamish Harding Victor Correa Hespanha Evan Dick (2) Katya Echazarreta Jaison Robinson Victor Vescovo | 4 iunie 2022 NS 21                          | 4 iunie 2022 NS 21                          | 4 iunie 2022 NS 21                          | A ajuns la o altitudine mai mare de 100 km, depășind definiția FAI a spațiului.                                                                                        |         |
| 345 | Chen Dong (2) Liu Yang (2) Cai Xuzhe                                                                 | 5 iunie 2022 Shenzhou 14                    | TSS                                         | 4 decembrie 2022 Shenzhou 14                | Al treilea echipaj pe Stația spațială Tiangong. |         |
| 346 | Coby Cotton Mário Ferreira Vanessa O'Brien Clint Kelly III Sara Sabry Steve Young                    | 4 august 2022 NS 22                         | 4 august 2022 NS 22                         | 4 august 2022 NS 22                         | A ajuns la o altitudine mai mare de 100 km, depășind definiția FAI a spațiului.                                                                                        |         |
| 347 | Sergey Prokopiev (2) Dmitri Petelin Francisco Rubio                                                  | 21 septembrie 2022, Soyuz MS-22             | ISS                                         | 27 septembrie 2023, Soyuz MS-23             | Rotație echipaj ISS. |         |
| 348 | Nicole Aunapu Mann Josh A. Cassada Koichi Wakata (5) Anna Kikina                                     | 5 octombrie 2022 SpaceX Crew-5, Endurance   | ISS                                         | 12 martie 2023 SpaceX Crew-5, Endurance     | Rotație echipaj ISS. |         |
| 349 | Fei Junlong (2) Deng Qingming Zhang Lu                                                               | 29 noiembrie 2022 Shenzhou 15               | TSS                                         | 3 iunie 2023 Shenzhou 15                    | Al patrulea echipaj pe Stația spațială Tiangong. |         |
| 350 | Stephen G. Bowen (4) Warren Hoburg Sultan Al Neyadi Andrey Fedyaev                                   | 2 martie 2023 SpaceX Crew-6, Endeavour      | ISS                                         | 4 septembrie 2023 SpaceX Crew-6, Endeavour  | Rotație echipaj ISS. |         |
| 351 | Peggy Whitson (4) John Shoffner Ali AlQarni Rayyanah Barnawi                                         | 21 mai 2023 Axiom Mission 2, Freedom        | ISS                                         | 31 mai 2023 Axiom Mission 2, Freedom        | |         |
| —   | Michael Masucci Frederick W. Sturckow Beth Moses Luke Mays Jamila Gilbert Christopher Huie           | 25 mai 2023 Unity 25                        | 25 mai 2023 Unity 25                        | 25 mai 2023 Unity 25                        | A atins o altitudine de 87,2 km, depășind definiția americană a spațiului.                                                                                             |         |
| 352 | Jing Haipeng (4) Zhu Yangzhu Gui Haichao                                                             | 30 mai 2023 Shenzhou 16                     | TSS                                         | 31 octombrie 2023 Shenzhou 16               | Al cincilea echipaj pe Stația spațială Tiangong. |         |
| —   | Michael Masucci Walter Villadei Angelo Landolfi Nicola Pecile Pantaleone Carlucci Colin Bennett      | 29 iunie 2023 Galactic 01                   | 29 iunie 2023 Galactic 01                   | 29 iunie 2023 Galactic 01                   | A atins o altitudine de 85,1 km, depășind definiția americană a spațiului.                                                                                             |         |
| —   | Frederick Sturckow Kelly Latimer Beth Moses Jon Goodwin Keisha Schahaff Anastatia Mayers             | 10 august 2023 Galactic 02                  | 10 august 2023 Galactic 02                  | 10 august 2023 Galactic 02                  | A atins o altitudine de 88,5 km, depășind definiția americană a spațiului.                                                                                             |         |
| 353 | Jasmin Moghbeli Andreas Mogensen (2) Satoshi Furukawa (2) Konstantin Borisov                         | 26 August 2023 SpaceX Crew-7, Endurance     | ISS                                         | pe orbită                                   | Rotație echipaj ISS. |         |
| —   | Michael Masucci Beth Moses Adrian Reynard Nicola Pecile Ken Baxter / Timothy Nash                    | 8 septembrie 2023 Galactic 03               | 8 septembrie 2023 Galactic 03               | 8 septembrie 2023 Galactic 03               | A atins o altitudine de 88,56 km, depășind definiția americană a spațiului                                                                                             |         |
| 354 | Oleg Kononenko Loral O'Hara Nikolai Chub                                                             | 15 septembrie 2023, Soyuz MS-24             | ISS                                         | pe orbită                                   | Rotație echipaj ISS. |         |
| —   | Frederick Sturckow Kelly Latimer Beth Moses Trevor Beattie Namira Salim Ron Rosano                   | 6 octombrie 2023 Galactic 04                | 6 octombrie 2023 Galactic 04                | 6 octombrie 2023 Galactic 04                | A atins o altitudine de 87,38 km, depășind definiția americană a spațiului.                                                                                            |         |
| 355 | Tang Hongbo (2) Tang Shengjie Jiang Xinlin                                                           | 26 October 2023 Shenzhou 17                 | TSS                                         | pe orbită                                   | Al șaselea echipaj pe Stația spațială Tiangong. |         |
| —   | Michael Masucci Kelly Latimer Colin Bennett Alan Stern Kellie Gerardi Ketty Maisonrouge              | 2 noiembrie 2023 Galactic 05                | 2 noiembrie 2023 Galactic 05                | 2 noiembrie 2023 Galactic 05                | A atins o altitudine de 87,2 km, depășind definiția americană a spațiului.                                                                                             |         |